# Lora del Río (kommunhuvudort)
Lora del Río är en kommunhuvudort i Spanien.   Den ligger i provinsen Provincia de Sevilla och regionen Andalusien, i den sydvästra delen av landet, 300 km sydväst om huvudstaden Madrid. Lora del Río ligger 41 meter över havet och antalet invånare är 19 352.
Terrängen runt Lora del Río är platt åt sydost, men åt nordväst är den kuperad. Runt Lora del Río är det ganska tätbefolkat, med 60 invånare per kvadratkilometer. Lora del Río är det största samhället i trakten. Trakten runt Lora del Río består till största delen av jordbruksmark.